# Рашен-Хилл
Рашен-Хилл (англ. Russian Hill — Русский холм, обычно в литературе и прочем «Русская горка») — район Сан-Франциско (штат Калифорния, США).

## Расположение
Граничит с районами Ноб-Хилл (на юге), Фишерменс-Уорф (на севере), Норт-Бич (на востоке), Пасифик-Хайтс, Кау-Холлоу и Марина (на западе). Находится на высоком холме, поэтому некоторые улицы поднимаются на него ярусами (например, участки улиц Вальехо-Стрит и Грин-Стрит). Рашен-Хилл известен своими пешеходными аллеями.

## История
Название восходит ко временам золотой лихорадки, когда на вершине холма находилось небольшое русское кладбище, впоследствии перенесённое. Предполагается, что похороненные на нём люди были моряками и предпринимателями из Форт-Росса, находящегося недалеко от Сан-Франциско.
В первой половине XX века район был населен эмигрантами из Российской империи, в основном молоканами. О них пишут Ильф и Петров в своей документальной книге «Одноэтажная Америка». Писатели побывали на Русской горке и описали её обитателей в 1936 году.
В настоящее время значительного присутствия русских на холме не наблюдается: русскоязычная община Сан-Франциско концентрируется в основном в Ричмонде.

## Достопримечательности
В Рашен-Хилле находятся Институт искусств Сан-Франциско (Честнат-Стрит) и Генеральное консульство Индонезии в Сан-Франциско (Коламбус-Авеню).
Широко известна Ломбард-стрит, называемая «самой извилистой улицей в мире».

## Известные люди
Здесь на Ломбард-стрит жила и работала американская художница Ровена Эбди.